# Ménisque de l'articulation du genou
Les ménisques de l'articulation du genou (ou fibrocartilages semi-lunaires du genou ou ménisques interarticulaires du genou) sont deux disques articulaires de l'articulation fémoro-tibiale.

## Description
Les ménisque de l'articulation du genou sont deux structures fibrocartilagineuses qui s'intercalent entre les condyles du fémur et la surface articulaire supérieure du tibia : le ménisque latéral et le ménisque médial. Ensemble ils forment une ceinture méniscale.

## Anatomie fonctionnelle
Les ménisques permettent la congruence des surfaces articulaires., absorbent les chocs, stabilisent l'articulation et transmettent les forces musculaires.
Ils jouent également un rôle dans la proprioception.

## Aspect clinique
Les traumatismes au genou ou la pratique sportive peuvent blesser les ménisques, le ménisque médial étant le plus fragile.
Les ménisques étant quasiment avasculaires, ils ont peu de potentiel de cicatrisation en cas de lésion.
Pour cette raison, une opération chirurgicale est souvent recommandée pour réparer les cartilage lésés. La plus répandue est la méniscectomie.
En revanche, la chirurgie n’est pas toujours la solution la plus adaptée et il existe des méthodes non invasives pouvant aider dans le traitement des fissures méniscales.